# Tarvasjõgi
De Tarvasjõgi is een rivier in het noorden van Estland. 
De Tarvasjõgi ontspringt ongeveer 10 kilometer ten westen van Ambla en mondt uit in de rivier Jänijõgi waarvan het de linker zijrivier is.
De rivier is 24 kilometer lang met een stroomgebied van 67,3 km². Het is niet zeer rijk aan vis. De Tarvasjõgi is ook bekend onder de naam Mõnuvere jõgi.